# Bagh-e Fin
Bagh-e Fin (persiska: باغ فین) är en historisk persisk trädgård belägen i Kashan i Iran. Den inrymmer en badanläggning där Amir Kabir, den qajariske premiärministern, år 1852 blev mördad av en lejd mördare utsänd av kung Nassredin Shah. Bagh-e Fin färdigställdes 1590 och är den äldsta befintliga trädgården i Iran. Den är sedan 2012 med på UNESCO:s världsarvslista.